# P.S.すりーさん
『P.S.すりーさん』（ぴーえすすりーさん）は、IKaによる日本のパロディギャグ4コマ漫画作品。元々は作者のブログに掲載されていたWeb4コマの一作品。後に単行本、ドラマCD、電子書籍、ゲーム雑誌での連載と、多様なメディア展開を見せる。

## 概要
公開当初は、ゲーム業界を芸能界と位置づけ、ゲーム機やゲーム会社を萌え擬人化し、アイドルやプロデューサーとして登場させ、時には軽妙に、時には鋭く現実の業界の動向を描き出す風刺パロディ漫画の味付けであった。次第に扱うネタが実在のモデルとは全く関係のない、フィクションの色合いが濃いものとなり、作者本来の持ち味である｢不条理ネタ」満載のパロディギャグ4コマとして物語が展開されるようになった。もちろん、現在も業界に精通した者ならより楽しめるネタがたくさん仕込まれている事に変わりがないが、「本編の登場人物に特定のモデルはいない」旨、ブログにてあらためて公表された。

## あらすじ
新人アイドルのすりーさん。今日も一所懸命営業活動に励む。先代で姉のつーさん、母親のぴーえすさんのようになかなか実績を出すことができず、ライバルのうぃーさんやはこまるさんらの活躍を羨ましがる日々。メジャーになれるその日まですりーさんの努力は続くのであった。

## 主な登場人物
- 本節は閲覧者への理解を助ける目的で、登場人物の元ネタ・モデルを明らかにしているが、登場人物の容姿・性格・言動などは本作の創作上のものであり、実在の存在とは一切関係はない。
- キャストはドラマCD版
- 「＊＊世代機」の分類はウィキペディア日本語版「ゲーム機」の分類による。キャラクターの年齢は作中では明言されていないので、実機の発表年代・世代とキャラクターの年代・世代は必ずしも一致しない。

### 現役アイドル（現行機が元ネタ）

#### 第7世代機が元ネタ
すりーさん
声：水橋かおり
モデルはPlayStation 3。
主人公。
頭に着けたコントローラー型のカチューシャとリボンが特徴。連載当初は期待の新人アイドルとしてデビューしたが、出演料の高さからか、はたまた曲に恵まれないためか、なかなか実績を上げることができず、報われない日々を送っていた。しかし、『P.S.すりーさんよん』のせがさんの紹介によると、最近では人気と実力を備えたアイドルに成長したとの事。
根はまじめで優しく、滅多な事で怒る事は無いが、ごーちゃんがすりーさんの主に鼻からうどんを隠し撮りしたトレーディングカードを販売しようとした時は、ごーちゃん曰く「見た事も無いほど怒り狂った」との事。また、理路整然とした明晰な考え方ができる。せがさんとよく一緒に出かけたりしている。
裏方の才があり、ロケ収録で人手不足になり急遽スタッフを務めたところ、異常なまでに手際よく仕事をこなし、周囲からは「アイドルにしておくのが勿体無い」とまで思われている。
絵が上手い。No.93でダイエットに成功し、No.97では電波を受信できるようになった。
うぃーさん
声：堀江由衣
モデルはWii。
すりーさんより後にデビュー。
事務所の方針が時代とマッチしたか、魔法のリモコンスティック（リモコン+ヌンチャク）が好評だったのか、飛ぶ鳥を落とす勢いで一気にメジャーアイドルに成長した。
少々天然系。白をベースに青いリボン、パーカー、ハイソックス。緑の長髪がポイント。黒を基調とした衣装もある。
作者により縞パンである事が判明している。
トップアイドルであるにも拘らず尚トップの為に相当努力しており、基本的に和気藹々としている登場キャラクターの中でも特に勝利に拘っている描写がある。
お供のリンくん（オリジナルはリンクくん）は、スティックの動きに敏感なマスコットキャラ。マリヲもお供の一人。
はこまるさん
声：下田麻美
モデルはXbox 360。
デビューはすりーさんよりも少し前。海外の事務所に所属。
軽くウェーブしたツインテールの金髪に、ピンクのワンピースと黒いタイツが特徴。コントローラー型のバッグを持ち歩く。
サングラスに黒スーツの衣装もあり、No.52ではゲイツパパが衣装の早変わりを強制させてやりすぎる。
海外では大変人気だが、国内でも濃い人たちに人気。出身のお国柄か、ゾンビやチェーンソーが大好き。アイドルらしからぬ寡黙な性格。

### 新人アイドル（次世代機が元ネタ）

#### 第8世代機が元ネタ
うぃーゆーさん
モデルはWii U。
老舗芸能事務所所属で、うぃーさんの後継アイドル。内気な性格で、アイドルとしてはちょっと地味だが、怒らせると怖い。
パートナーとして妹のぱっどさんがいる。
ぱっどさん
モデルはWii UのGamePad。
うぃーゆーさんのパートナーであり、実の妹。ツインテールの髪型が特徴。姉のうぃーゆーさんとは正反対に元気で生意気な性格で、先輩のうぃーさんに対してもタメ口だが、怒ったうぃーゆーさんには頭が上がらない。うぃーゆーさんとセットでうぃーさん曰く「凸凹コンビ」。
姉のうぃーゆーさんからは「ぱっちゃん」と呼ばれている。

### ジュニアアイドル（携帯ゲーム機が元ネタ）

#### 携帯第8世代機が元ネタ
う゛ぃーたちゃん
モデルはPlayStation Vita。
ブログでの初出は2011年1月28日書き込みのNGPちゃん（仮）より。本編にはNo.111より登場。すりーさんやぴーちゃんと同じ事務所所属。
ぴーちゃんと比べ体型はぽっちゃりしており、背中の空いたボディコンスーツ・ニーソックス姿。この空いた背中を他人に触られやすく、「うひょおお」と奇声を上げさせられる。すりーさんと同様デビューから苦境に立たされ、さらにおっちょこちょいな性格が災いして数々の失態を演じ周りから笑われ、「人とのつながり」がわからなくなり半ば情緒不安定となる。「すりーさんMONO」13回で、ごーちゃんの妹だったことが判明。姉と容姿は全く似ていないが、クイズを出題されると「→と同じもの」というようなずるい回答をする所が似てしまっている。
3でぃーえすちゃん（すりーでぃーえすちゃん）
モデルはニンテンドー3DS。
No.105より登場。老舗芸能プロダクション期待の新人。より身近になったアイドルを目指した結果、大きさはリンくんと同じくらいの手のひらサイズのマスコット大となる。
同じ姿の個体が大勢いるが、それが姉妹なのか分身なのかは不明。また、でぃーえすちゃんらとの関係も不明。
吊り目、ベアトップ風の衣装に、まるでクマ耳のような（アナログボタン）自毛リボン。「すりーさんMONO」16回にて、全ての3でぃーえすちゃんをまとめる「本体(オリジナル)」と呼ばれる人物が登場。顔つきとクマ耳は共通しているが普通の人間程の大きさで普段はジャージ姿。また、本番に強いタイプであり、うぃーさんらと比べバストがあり「立体」である。「すりーさんMONO」第29回にてバストのサイズ（ボリューム）を腕についているスライダーで自由に変えられる事が判明（最小でもかなりバストが「立体」である）。特技は「いつの間に行動」。2010年9月29日公開時の名前は3DSちゃんだった。
3でぃーえすちゃんLL（すりーでぃーえすちゃんえるえる）
モデルはニンテンドー3DS LL。
No.114より登場。うぃーさんの部屋にでぃーえすちゃんLLと一緒に登場。3でぃーえすちゃんをでぃーえすちゃんLLと同様に巨大化させたキャラクター。こちらも3でぃーえすちゃんと同様に何体もの自分より小さな（？）個体が存在する。

#### 携帯第7世代機が元ネタ
ぴーちゃん
声：加藤英美里
モデルはPlayStation Portable。
すりーさんと同じ事務所ですりーさんの妹。
かつては名曲のカバーをでぃーえすちゃんに取られるなど苦戦していたが、「もんはん」のヒットで中高生に人気が出る。これで調子に乗ったのか、すりーさんを傷つけるような発言をしてしまったこともある。だがこれは後にこれはギャグとなり、自分の発言ですりーさんらが落胆しているのに気づかなくなっている。
赤い腰までのウルフカットに大きなポケット（液晶画面）のついた黒のワンピースが特徴。
でぃーえすちゃん
声：広橋涼
モデルはニンテンドーDS。
うぃーさんと同じ事務所で妹。ぴーちゃんとはライバルだが、タッチペンから人気に火が付き、国民的アイドルに成長。白いワンピースに、肩と胸元の2つの四角いワンポイントが特徴。リンくんがかわいい。3でぃーえすちゃんのデビュー後は仕事量が減っていると思われ、「隠居したみたいになっちゃっていい身分だな」とぴーちゃんに言われているがここで彼女は「後輩（3でぃーえすちゃん）がしっかりしてるからね」と返している。
でぃーえすちゃんLL（でぃーえすちゃんえるえる）
声：広橋涼
モデルはニンテンドーDSi LL。
姿はでぃーえすちゃんなれど、頭一つ大きく縦線目。額には影が入っている。初出はWeB版No93のうぃーさんの夢オチネタから。実際に楽屋にいたりするので、作中に実在するようであるが、謎のキャラ。
ごーちゃん
声：加藤英美里
モデルはPlayStation Portable go。
すりーさんと同じ事務所で、ぴーちゃんのそっくりさん。そのそっくりさがすごいというだけでデビューした謎の娘。
そっくりといっても、半月眼でしゃべりは朴訥。デビュー後の活躍はいま一つだが、当人はいたってマイペース。単行本2巻の描き下ろし分にてそろそろ潮時だと発言し、その後「すりーさんMONO」12回にて引退済みだったことが判明した。同13回でう゛ぃーたちゃんが自身の妹であることを明かす。容姿は全く似ていないと評されるが、そのひねくれた発想はそっくりである。現役時代からの副業としてライトノベル作家をしている。

#### 携帯第4世代機が元ネタ
ぎあちゃん
モデルはゲームギア。
セーラー服の上着にブルマの出で立ちの元気な子。かつてせがさんがプロデュースしたアイドルだが、大飯食らい。すぐバッテリー切れを起こす。まともな台詞を発することや出番自体がかなり少ないためかドラマCDには未登場。

### 先輩アイドル（前世代機が元ネタ）

#### 第6世代機が元ネタ
つーさん
声：雪野五月
モデルはPlayStation 2。
すりーさんの姉で、同じ事務所の先輩アイドルとして10年余りに渡って現役を続けた。末期は制服系など、何でも仕事を引き受けていたが、事務所の赤字の原因を自分の所為にされたことから、潮時を感じて引退 (No.117)。いつも妹のすりーさんを気遣っている優しい姉。「非情の女」を自称したことがあるが、普段からの妹への態度を見る限り、決してそんな人間ではないと言える。
しっかり者で男勝りだが、少々抜けたことをすることも。コントローラー型のカチューシャに長めのポニーテール、ボディコン気味なノースリーブのワンピースが特徴。
どりきゃすさん
声：椎名へきる
モデルはドリームキャスト。
せがさんプロデュースのアイドル。華々しくデビューするも運に恵まれず、あえなくプロジェクトは解散。現在はライブハウスで活動中。
未だにつーさんにはライバル意識を持っている模様。
後述の「以前」ではデビュー前の彼女が登場する。
はこさん
声：たかはし智秋
モデルはXbox。
世界中を放浪している、はこまるさんの年の離れた姉。作中では珍しいナイスボディの持ち主で、ウェーブがかった長い金髪。
はこまるさんのゾンビ好きは、はこさんが寝かしつけに読み聞かせたZ指定の絵本の影響もある。
きゅーぶさん
声：堀江由衣
モデルはニンテンドー ゲームキューブ。
現在病気療養中のうぃーさんの姉。容姿は未出。うぃーさんは「きゅーぶ姉さん」と慕い頻繁に見舞いに行っている。
P.S.すりーさんADV.のNo.17で初めてその容姿が明らかとなった。あどばんすちゃん曰く「崖から落っこちても無事だった子」らしい。

#### 第5世代機が元ネタ
ぴーえすさん
声：丹下桜
モデルはPlayStation。
すりーさん、つーさん、ぴーちゃんの母。かつてはトップアイドルだったが、現在は引退。実家から娘たちの活躍を応援している。
元々はすーふぁみさんとコンビでデビューする予定だった。
胸当てが丸いエプロンドレスが特徴。
FXさん（えふえっくすさん）
声：國府田マリ子
モデルはPC-FX。
PCえんじんさんの娘で、元アイドル。母思いのしっかり者であるが、運に恵まれず最速で引退。通称「喋る死亡フラグ」。
青い髪にピンクの服を着ている。

ばーちゃるBさん（ばーちゃるびーさん）
モデルはバーチャルボーイ。
赤いHMDにコントローラー型のリボンをした、銀髪のさまよう人。近視。
登場時は柱やうぃーさんにぶつかっていた。10年登場が早いと言われる。HMDから見える世界は、赤黒の立体世界らしく、赤色の物（血も含む）は見えない。

#### 第4世代機が元ネタ
PCえんじんさん（ぴーしーえんじんさん）
声：櫻井智
モデルはPCエンジン。
おかっぱ頭の幼女に見えるが、1児の母。なぜかいつもトイレを探してうろうろし、迷子になる。業界初のCD-ROM音楽配信を行った偉業を持つ。
32X先輩（さんじゅうにえっくすせんぱい）
声：後藤邑子
モデルはスーパー32X。
せがさんプロデュースのアイドル。最速で引退した、通称「歩く死亡フラグ」。
現在はかなりの暇人で、現役アイドルの稽古場にも顔を出す機会が多い。初期にはどりきゃすさんのライブに参加していた。
SGさん（えすじーさん）
モデルはPCエンジンスーパーグラフィックス。
PCえんじんさんの妹。32X先輩より持ち歌が少ない。背は姉のPCえんじんさんより大きく威圧感もあるが、泣き虫。
P.S.すりーさんGSに登場。

#### 第3世代機が元ネタ
ふぁみこんおばぁさま
声：金田朋子
モデルはファミリーコンピュータ。
吊りスカートにブラウス、ランドセルとどう見ても小学生だが、業界の重鎮。
ちなみにランドセルはディスクシステム。
引退後も業界のことが気になるらしく、お忍びで屋敷を抜け出してはアイドルたちを指導する。
現役時代の呼称は「ふぁみこんさん」。

### プロデューサー（ゲーム会社が元ネタ）
せがさん
声：かないみか
モデルはセガ。
業界を古くから知る。失敗を恐れず何でもやってみるが、どこかずれていて失敗を繰り返す、めげない人。
おにぎりが大好き。黒いジャケットにMDの文字がまぶしい。空気を読めない女子である。
かぷこさん
モデルはカプコン。
ワンミスしてパンツ姿で現場にやってきたり、誤ってぴーちゃんに大剣をぶつけられて「ティウンティウンティウン」と消えてしまったり、楽屋で何かと戦っていたりする。衣装は同社発売のアルバムをモチーフとしており、1巻では「とある騎士」、2巻では「とある少女」の格好であった。髪型がつーさんとかぶり、登場2回目からリボンが変更される。
こーえーさん
モデルはコーエー。
世界中を無双にしたいと願っている。お供はコウメイちゃん。「とある少女」の衣装で登場。
すく☆えにさん
モデルはスクウェア・エニックス。
名曲「DQ（でぃーきゅー）」や「えふえふ」をプロデュースしたすごい人。アイドルたちの運命を左右した。えふえふ13」発表時、つーさんとぴーちゃんが頭の中で「3年待ったけど」と連呼しているのに気づき激怒した。「とある少女」の衣装で登場。
べせすださん
モデルはBethesda Game Studios。
「ふぉーるあうと3」では、すりーさんとはこまるさんにロケ弁の醤油が飛び散る様子や頭上にタライが降ってくるさまをスローで再生させた。
はどそんさん
モデルはハドソン。

### プロデューサー（ソフト会社の関係者が元ネタ）
ゲイツパパ
声：羽多野渉
モデルはビル・ゲイツ。
はこまるさんのパパ。はこまるさんには親バカで、花嫁姿の妄想を実装した際は複雑な親心を見せる。
???
モデルは岩田聡
ぴーちゃんの初夢の中に登場する、黒い波動をまとった眼鏡の紳士。

### その他
積みゲーの神様
声：沢城みゆき
作者ブログサイトで突発的に生まれたキャラクター。「パヤパヤー＾＾」という擬音を発する。
ゲームを未開封、あるいは未クリアのまま放置することを「積みゲー」と呼ぶが、積み=罪をかけており、ゲームを放置した罪を祓う神様であるらしい。以下作者の定義。
買ったは良いがクリアするには至らず、
いつの間にか部屋の隅へと積まれてしまったゲーム。
それが『積みゲー』。
我々は積みゲーに対して、
クリアしていないことに対して、罪悪感を感じてしまう。
そう、そこには「許してくれる存在」が必要だ。
積んでもいいじゃない、と。
当初、ドラマCDに出演する予定は無かったが、作者ブログサイト内で祓って欲しい罪を公募し、その罪を次々と祓うという形で出演（単行本2巻に登場）。
マネージャーさん
声：沢城みゆき
上層部との板挟みで苦悩の日々を送るも、すりーさんのよき理解者。リンくんがかわいい。
苗字は佐藤。
田舎の母と会話した際は凄い訛っていた。
がせさん
せがさんの偽者で、せがさんと反対の落ち込んだような顔をしている。髪色も微妙に異なる。おにぎりを食べた際は「おにぎりうまくない…」と発言した(この台詞を聞いたすりーさんは彼女を一瞬で偽者だと確信した)。登場した4コマのタイトルが「もう2度と出てきません」だったのにもかかわらず、クイズ大会のシルエットクイズで再登場した。
こんぱちさん
ふぁみこんおばあさまの偽者。本人にかなり似ており、身代わりをしていたが、見張っていた黒服にばれている。
大怪獣お正月
主にぴーちゃんの夢に出現。子供のお年玉を奪っていく怪獣で、手にはお年玉を握っている。
双頭獣ネンマツ・ネンシー
モデルはパンドン
こちらもぴーちゃんの夢に出現。頭が2つある。年末年始に猛威をふるう怪獣で手にはやはりお年玉を握っている。
兎A・B
声：兎Aかないみか 兎B雪野五月
作者の入稿が遅れるとドアを叩いて催促する。
元は、GAME BRIDGE連載の「P.S.すりーさん以前」の更新が頻繁に遅れることについて、2ちゃんねるのP.S.すりーさんスレッドの住人が、お遊びで兎のアスキーアートで催促していたことが発端。
これを当の作者が女児イラスト化し、ドラマCD「P.S.すりーさん2011〜開幕版〜」にネタキャラとして登場した。
他には事務所の営業スタッフ、すりーさんの実家のお手伝いさんなど。

## Web4コマ
- 本作品の出発点。2006年3月1日に作者が後に本作品を公開することになる氷川へきる原作のTVアニメ『ぱにぽにだっしゅ!』の片桐姫子を愛でる[6]ブログサイトを立ち上げる。2006年末頃、本作品No.01が同サイト上に公開。以後、時々新作がアップされている。2007年2月27日にはP.S.すりーさんセットがまとめられて公開されている[7]。
- Web4コマの作画は、ブログでのネタの出しやすさ、更新しやすさを配慮してWindows付属のペイントにて描かれている。

## 雑誌連載
マイクロマガジン社発行のゲーム雑誌『GAME SIDE』2009年8月号より『P.S.すりーさん GS』の連載を開始。同誌は2010年8月号をもって休刊。『GS』の連載も終了し、『P.S.すりーさん 以前』として仕切り直しとなった。

## ウェブコミック配信サイト掲載
2010年5月23日、マイクロマガジン社運営のウェブコミック配信サイト『マンガごっちゃ』に『P.S.すりーさん』のWeb版を現在100話までを掲載。不定期で描き下ろし「すりーさんMONO」も掲載される。

## 単行本
1. 2008年9月30日発売 ISBN 978-4-89637-301-1
  - ブログ掲載のWeb4コマ作品No.01からNo.80までの「P.S.すりーさんオリジナル」、新規描き下ろし20本「P.S.すりーさんCOLOR」、同人誌掲載作品「P.S.すりーさんオフライン」等が収録された。単行本収録にあたり、ブログ掲載時とはキャラクター名の表記、セリフ、服装、容姿など自主規制により一部異なる。表紙：すりーさん。
2. 2010年3月27日発売 ISBN 978-4-89637-334-9
  - 描き下ろしカラー20本、モノクロ20本をメインに、Web4コマNo.100までと雑誌連載分4本を収録。新しいキャラクターも登場した。すりーさん役の水橋が、カバー帯の推薦文や4コマ漫画を寄稿している。表紙：うぃーさん。
3. 2010年3月27日発売 ISBN 978-4-89637-346-2
  - 描き下ろしカラー20本、モノクロ20本をメインに、Web4コマNo.110までと雑誌連載分2本を収録。「P.S.すりーさん以前」の連載分22本も収録。表紙：はこまるさん。カバーイラストがトロピカルビキニ姿の限定版が、別途発売された。
4. 2012年7月30日発売 ISBN 978-4-89637-396-7

## 電子書籍
いずれもiPhoneとiPod touch用。
1. 2009年6月9日発行 『P.S.Tripl Vol.1』（英語版）
  - セリフは英訳され、50話収録されている。購入にはiTunesが必要。無償版 『P.S.Triple Lite』（10話収録）も同時に配信されている。
2. 2009年7月9日発行 電子書籍 iPhone版 『P.S.Tripl Vol.2』（英語版）
  - 新規描き下ろし作品は未収録。

## ドラマCD
1. ドラマCD P.S.すりーさん（2009年5月8日発売）ホビボックス HBDC-068
  - 挿入歌『アフリカ 〜Africa〜』 作曲/編曲：ゼロデシベル 作詞：IKa 唄：すりーさん（水橋かおり）
  - ジャケットに描き下ろしカラー4コマ2編掲載のほか、CDボーナストラック連動の『（格闘ゲーム版）P.S. すりーさん』企画書（嘘企画とのこと）が掲載。またゲストイラストレーターに木村明広、☆よしみるを迎える。
2. ドラマCD P.S.すりーさんVol.2（2010年1月22日発売）ホビボックス HBDC-078
  - 挿入歌『夢は倒れたままなのか』 作曲/編曲：ゼロデシベル 作詞：IKa 唄：どりきゃすさん（椎名へきる）
  - ジャケットに描き下ろしカラー4コマSP3、SP4の2編掲載のほか本編ドラマ連動の『夢見館のデストラップ』ゲームレビュー（もちろん嘘作品）を掲載。また、おまけマンガに氷川へきるを迎える。
3. ドラマCD P.S.すりーさん2011〜開幕版〜（2010年12月14日発売）ホビボックス HBDC-089
  - 挿入歌『Hello 〜へいろー〜』 作曲：古代祐三 唄：はこまるさん（下田麻美）
  - ドラマCD特設ページにて、挿入歌作曲の古代と作者とのスペシャル対談企画が掲載された。

## メールマガジン
単行本発売に連動して『ゲームサイド』編集部より配信
1. ないしょのすりーさん - 2008年10月下旬配信開始。配信は登録制。計100回。ゲームサイド編集部の「長門」、企画・ライターの「風のイオナ」、そして作者「IKa」の3人が単行本制作に際した裏話、各話タイトル候補とその話の解説、キャラクターの隠されたエピソードや設定、今後の展開などを座談会形式にて公開している。
2. ないしょのすりーさん2 - 2010年4月下旬配信開始。全10回。形態は『ないしょのすりーさん』と同様。
3. ないしょのすりーさん ざ・さーど - 2011年4月中旬配信開始。形態は『ないしょのすりーさん』と同様。今回よりスタッフのうち編集担当が「長門」より「関戸」に交代している。

## Webラジオ
- P.S.すりーさん座談会 - 2008年10月4日 D'z PARADISEにて栗林いさき担当で放送され、P.S.すりーさん制作の裏話や10年来の同人活動といった作者の人となりが語られた。作者は同番組に「羽田いかお」（はねだ いかお）名義で古くからアシスタントを務めており、8ヶ月ぶりの出演となる。
- ないしょのすりーさん 番外編 - 2巻の発売に前後して公式ページにて2010年4月7日時点で6回まで公開。担当「長門」と作者「IKa」が作成秘話や特典・イベント情報など、ここでしか聞けない話を披露している。
- 金田朋子のとびど〜ぐ - ドラマCD P.S.すりーさん発売に合わせ特設ページにて配信されたふぁみこんおばぁさま役の金田と作者とのドラマCD販促Webラジオ、全3回。「販促」とは名ばかりの、脱線暴走気味のトークが毎回展開された[10]。
- 帰ってきた金田朋子のとびど〜ぐ - ドラマCD P.S.すりーさんVol.2の発売に合わせ配信、全2回。はこさん役のたかはしが飛び入り参加し、すこし落ち着いた販促ラジオとなった。
- 金田朋子のとびど〜ぐ（続）[11] - ドラマCD P.S.すりーさん2011〜開幕版〜の発売に合わせて配信された恒例の販促ラジオ、全2回。つーさん役の雪野がゲスト参加し、後半ではMCを金田と交代する進行となった。ドラマCDの内容の一部がCMとして挿入されるなど、より販促ラジオらしい内容となったが、金田担当の投稿コーナー「教えて朋ちゃん!」も、同企画として放送された。

## スピンアウト作品

### 『P.S.すりーさん 以前』
マンガごっちゃにて連載中。
すりーさんの外伝。主に先輩アイドル達の（第5及び第4）世代を中心に描くもの。連載としては、雑誌連載の「GS」を仕切りなおして、「以前」が引き継いだ形となった。

#### 第5世代機が元ネタ
さたーんさん
声：横山智佐
モデルはセガサターン。
せがさんプロデュースのアイドル。どちらかといえば濃いファン向けの路線が人気で、子供への人気はいまいち。同時期アイドルだったぴーえすさんとは、同じ楽曲を微妙に異なった衣装で競うあう事もあったライバル同士。メモが得意だが、夢遊病のごとく謎の文字を書く、置き場所を忘れることもしばしば。
肌は褐色、グレーのノースリーブワンピに手足のテーピング、空色の髪にコントローラー型のリボン。
64さん （ろくよんさん）
声：花澤香菜
モデルはNINTENDO 64
きゅーぶさん、うぃーさんらと同じ事務所の先輩アイドル。デビュー当時は圧倒的な存在感を持ち、子供たちにも大人気であった。少々口下手で近寄りがたい一面もある。
黄緑色のストレートでサイドはみつあみ。赤いニット帽をかぶり、赤い半袖のチュニックの上にデニム地のジャンスカ、下はショートパンツとオーバーニー。
衣装の配色はマリオである。亀のぬいぐるみを持つ。
ぴーえすさん
声：丹下桜
詳細は先輩アイドル（第5世代）を参照。
すりーでぃーおーさん
モデルは3DO REAL及び3DO TRY
満を持してぴーえすさんに対抗するために登場したアイドルだが、あっさり失敗に終わる。この失敗をデビュー前にすーふぁみさんの事務所に「絶対に失敗する」と言われたせいにし、彼女の後継者が仇を討ちに来ることを宣言したが、これも失敗に終わった。

#### 第4世代機が元ネタ
めがどらさん
モデルはメガドライブ
両親はさーびすさんとげーむすさん。先輩にえすじーせんさんがいる。
両親の下積み時代、芸能事務所の立ち上げを見て育った彼女は、自然に芸能界の道へと進んだ。
黒のジャケットスーツ、オレンジ色の16bitのワンポイント。せがさんに髪の毛の色や言動が酷似している。せがさん本人である旨の表記はないが、No.51ではすーふぁみさんが彼女を呼ぶ際「め…せがさん」と詰まらせ、同一人物であることを匂わせた。
めがCDさん（めがしーでぃーさん）
モデルはメガCD
PCえんじんさんがろむろむさんと組んで活動しヒットし始めたことから対抗し、縦に重なるためにめがどらさんに呼ばれたと思われる登場がかなり唐突なアイドル。
不機嫌そうな顔をしており、下でめがどらさんを肩車している。後にめがどらさんの上に32X先輩が乗り、3段で活動する。
すーふぁみさん
モデルはスーパーファミコン
老舗芸能事務所所属。本来はめがどらさんと同時期のデビューのはずが、2年ほど遅れてのデビューとなる。当時のアイドルとしては珍しく、バク転が特技。
めがどらさんとめがCDさん、PCえんじんさんとろむろむさんのように、ぴーえすさんとコンビを組む予定だった。
ふわっとした緑のセミロングに4色のフラワーリボン、緑系で胸の空いたプリーツジャンパースカート。
PCえんじんさん（ぴーしーえんじんさん）
声：櫻井智
詳細は先輩アイドル（第4世代）を参照。
本作（No.23以後）では彼女の現役時代が描かれる。
PCえんじんさんを中心に様々なジャンルで活動させる、彼女の核となる『コア構想』でアーティスト活動などに励むが失敗ばかりしていた時に、ろむろむさんと出会い業界に革命を起こす。
ろむろむさん
モデルはCD-ROM2
PCえんじんさんがコア構想の最中に出会ったアイドル。彼女と横に並んでいる姿がうけているらしい。

#### 携帯第4世代機が元ネタ
げーむ・Bちゃん
モデルはゲームボーイ
老舗芸能事務所所属。すーふぁみさんの1年以上の先輩。元気でキュートなのが売り。八重歯が特徴で「ピコーン」が口癖。スキマに棒をつっ込むクセがある。

### 『P.S.すりーさん ADV.』
ホビレコード製作ブログにて作者の別作品『普通のオタ道。』と交互に連載。
本編と同じ時間軸で、すでに引退したアイドルのあどばんすちゃんが登場する作品。
あどばんすちゃん
モデルはゲームボーイアドバンス
引退済みの元ジュニアアイドル。同時期に活動していたアイドルであるつーさんの元に訪れる。つーさんには「ばんちゃん」と呼ばれる。
正確にはつーさんの1年近く後輩であるが、彼女に対して敬語を使わなかったり、旅館でカニを奢らせたりする。
げーむ・Bちゃんが「ピコーン」と叫ぶのに対して彼女は「異議あり!」と叫ぶことがある。
現役時代はきゅーぶさん（後述）とのデュオでも活動した。
すわんちゃん
モデルはワンダースワン
つーさんやあどばんすちゃんより前にデビューしたジュニアアイドル。本名は「ぐんぺーさん」だが、何故か本名で呼ばれる事を嫌っている。
ねおぽけちゃん
モデルはネオジオポケット
あどばんすちゃんやすわんちゃんよりも前にデビューしたジュニアアイドル。パワーゲイザーやバーンナックル、レイジングストームなど餓狼伝説の必殺技が使える。ねおぢおさんとの関係は不明。すわんちゃんの事を「ぐんぺーちゃん」と呼んでいるが、引退の事をすわんちゃんに話した時は一度だけ「すわんちゃん」と呼んだ。「とある少女」の格好をしている。
PCえんじんさんGT
モデルはPCエンジンGT
PCえんじんさんがパーカーのような専用の衣装を着た姿で、その場合のみこの名前を名乗り、ジュニアアイドルとなる。
きゅーぶさん
モデルはニンテンドー ゲームキューブ
本編では名前のみの登場で、本作で現役時代が描かれる。あどばんすちゃんとのデュエットでも活動する（その際は二人三脚の様に脚を紐で繋いでいる）。
詳細は先輩アイドル（第6世代）を参照。
はこさん
モデルはXBOX
デビュー当初のはこさん。本作時点ではまだ日本語を知らないのか英語のみで会話している。

### 『P.S.すりーさん ふぉーゆー』
マンガごっちゃにて2月22日にNo.1が連載。3月中旬から4月中旬より定期連載が予定されていたが、4月30日に連載見合わせが発表された。
本編と同じ時間軸で、すりーさんの後継アイドルであるふぉーさんが登場する作品。
ふぉーさん
モデルはPlayStation 4